# Константін Левадіті
Константін Левадіті (рум. Constantin Levaditi; 19 липня 1874, Галац, Румунія — 5 вересня 1953, Париж, Франція) — румунський і французький бактеріолог, вірусолог і хіміотерапевт, учень Пауля Ерліха, Іллі Мечникова, Віктора Бабеша.

## Біографія
Народився 19 липня 1874 року в Галаці. Через деякий час після народження переїхав до Бухаресту, де пішов у 1-й клас ліцею. Після закінчення ліцею, вирішив вступати в Бухарестський університет, успішно вступив, вивчився і закінчив у 1900 році. Згодом вирішив переїхати до Парижу, де успішно вчився і отримав другий диплом по закінченню медичного факультету. Працював у Парижі в лабораторії І. І. Мечникова та в інституті Фурньє. На деякий час вирішив переїхати у Франкфурт-на-Майні, де влаштувався працювати в інститут експериментальної терапії, але потім повернувся до Парижу. 

## Відкриття
У 1922 оці спільно з Ніколау виявив ультрафільтрацію вірусів і довів, що імунітет при вірусних захворюваннях відрізняється від антибактеріального імунітету.

## Смерть
Помер 5 вересня 1953 в Парижі.

## Наукові роботи
Основні наукові роботи присвячені експериментальній медицині, бактеріології, імунології, хіміотерапії та вірусології.
- 1905 — Встановив присутність блідої спірохети у внутрішніх органах дітей з вродженим сифілісом.
- 1913 — Отримав вірус поліомієліту (поліовірус) у культурі клітин.
- 1923-1926 — Ввів поняття тканинний імунітет і клітинний імунітет.
- Вивчав можливість лікування сифілісу антибіотиками.
- Створив школу румунських мікробіологів.
- Піонер в області інфрамікробіології, а також одним із засновників вірусології у Франції.
- Показав неможливість імунізації за допомогою убитих вірусів.
- Спільно з Віктором Бабешем вивчав чуму та інші хвороби.

## Членство в спільнотах
- 1928 — Член Французької медичної академії.
- 1933 — Засновник протитуберкульозної ліги у Франції.

## Нагороди та премії
- Золота медаль Пауля Ерліха.